# EFootball ウイニングイレブン 2020
『eFootball ウイニングイレブン2020』（海外版：eFootball PES 2020）は、コナミデジタルエンタテインメントより2019年9月発売のサッカーゲーム。eFootball ウイニングイレブンシリーズとしては今作で24作目 である。日本版はPlayStation 4のみ発売。
ウイニングイレブン 2016以降タイトルの「ウイニングイレブン」の前に何かしら付くことはなかったが、今作では『eFootball』がタイトルの先頭に付くこととなった。

パッケージにはバルセロナのメッシ、マンチェスター ユナイテッドのマクトミネー、バイエルンのニャブリ、ユヴェントスのピャニッチが描かれる。

## ゲーム内容

### 体験版
2019年7月30日配信。初報では11クラブがアナウンスされ、7月3日に12クラブ目のマンチェスター ユナイテッド、7月12日に13クラブ目のバイエルン ミュンヘン、7月16日に14クラブ目のユヴェントスが追加。ただし、ユヴェントス発表の際に体験版収録予定だったウニベルシダ チリがチームリストから消滅しており、使用可能チーム数は13となっている。

今作はエディットモードが追加され、イングランド1部・2部、スペイン1部、PEU/PLA/PASの架空3リーグのエディットが可能。また、エディットしたチームをエクスポートをする事で製品版へ引き継げる(インポート出来る)仕様となっている。

なお、体験版のスペインリーグにはマジョルカが存在せず、エディット不可となっている。

### 新要素・変更要素

#### ゲームプレイ
- イニエスタ監修の下、キック、ディフェンス、ドリブル等に新たなモーションを追加。新ドリブル「フィネスドリブル」を搭載している。
- 新能力としてアグレッシブネスとボールキープ、新スキルとしてスルーパス、ミドルシュートが追加。
- 選手の能力に応じて、ボールを持った際の味方選手の動きが変わる「選手長所」が追加。
- R2がトラップスルーとなり、これまで同ボタンで可能だったトラップ時ボールを止める動作がR1+R2に変更。また、R2+右スティックのボール蹴り出しが今作は無くなった。

#### マスターリーグ
- マスターリーグでは監督オフィス等といった要素が追加。インタビューや記者会見、会議等、特別な条件下で選択肢が発生し、選んだ選択肢によってクラブ経営の動き方や選手のモチベーション等が変わっていく。
- 監督容姿は従来のモンタージュ制から監督アバター制となり、架空監督アバター10人と後述のレジェンドアバターから選択可能。
- クライフ、マラドーナ、ジーコ、ロマーリオ、ベベト、ロベルト カルロス、マテウス、フリットといったレジェンドを監督アバターとして使用可能となっている。
- 実際の選手の推定移籍金や推定年俸をアップデートにより更新。現実さながらの移籍マーケットを楽しめる。

#### myClub
- 2019ではLv30だった選手本来の能力値が今作ではLv1となる。
- 注目選手にナショナルチームが追加される。
- データパック3.0配信と同時にパートナークラブのスカッドデータが販売開始。また、本データにはレジェンドPV等で登場したクラシックユニフォームやゲーム内で使用出来る背景のカスタムテーマが同梱されている。
- データパック7.0でウイイレ2018以来のナショナルチームが使えるようになった。

#### Matchday
- 大きな試合等で行われるイベントであり、ミラノダービーならインテルとミランといった派閥に分かれオンラインで総力戦を行い、選ばれた代表者同士の決戦やランキング上位を目指すモード。また、マドリードダービー等偽名同士のクラブでも行われる。

#### エディット
- マスターリーグやmyClubの選手獲得演出等で使用可能な会見場の背景のスポンサーロゴを画像取り込みで設定可能。
- ユニフォームネームがクラブとナショナルで個別に設定可能に。
- SUÁREZ、PIQUÉ、ÖZIL等ユニフォームネームにアクセントを付けられるようになったが、入力は本体の文字入力設定を変える必要があり、反映されるのは一部のライセンスチームのみ。
- 上記のマスターリーグの仕様変更によるあおりを受け、監督のモンタージュが無くなった。

### eFootball WE2021へのシーズンアップデート
来作「eFootball ウイニングイレブン 2021 SEASON UPDATE」だが、新サッカーエンジン(UNREAL ENGINE 4)(2021年後半リリースの「eFootball」 (リリースでは、シーズン1の「eFootball 2022」))の開発に注力するため、シーズンアップデートにて販売する事を発表。

### 本作でのタトゥー
- アーセナル(ピエール オーバメヤング、アレクサンドル ラカゼット、メスト エジル、エクトル ベジェリン、グラニット ジャカ)
- マンチェスター ユナイテッド(ヴィクトル リンデレフ、フィル ジョーンズ、マーカス ラッシュフォード、フレッジ)
- サン テティエンヌ(ミゲル トラウコ)
- バイエルン(ニクラス ジューレ、ティアゴ アルカンタラ、ハビ マルティネス、コランタン トリッソ、ジェローム ボアテング、フィリペ コウチーニョ)
- シャルケ(オマール マスカレル)
- ミラン(アレッシオ ロマニョーリ、ルーカス ビリア、ダヴィデ カラブリア)
- インテル(ボルハ バレーロ、アントニオ カンドレーヴァ、マルセロ ブロゾヴィッチ、アシュリー ヤング)
- ユヴェントス(パウロ ディバラ、ドウグラス コスタ、レオナルド ボヌッチ、フェデリコ ベルナルデスキ、カルロ ピンソーリョ)
- セルティック(スコット ブラウン、レイ グリフィス)
- レンジャーズ(ジェイムズ タヴァーニア、スコット アーフィールド、アルフレド モレロス、コナー ゴールドソン、ライアン ケント)
- バルセロナ(ルイス スアレス、リオネル メッシ、イヴァン ラキティッチ、ブスケツ、サミュエル ユムティティ、アルトゥロ ビダル、ネウソン セメド)
- マジョルカ(マノロ レイナ(腕毛)、サルバ セビージャ、フアン エルナンデス、ライージョ、ダニ ロドリゲス)
- フラメンゴ(ウィリアン アロン、ガブリエウ バルボーザ(首のみ))
- サントス(パラ)
- レジェンド(フェルナンド トーレス)
- 他クラブ移籍(タトゥー残存)

ラジャ ナインゴラン(カリアリ)、リカルド ロドリゲス(PSV)、スソ(セビージャ)、マルコス ロホ(エストゥディアンテス)、グスタボ クエジャル(アル ヒラル/移籍未反映につきフラメンゴ所属)、マリオ マンジュキッチ(アル ドゥハイル/移籍未反映につき未所属扱い)
- 他クラブ移籍によりタトゥー消滅

ミカエル ルスティグ(ヘント)、モイーズ キーン(エヴァートン)、ジョアン カンセロ(マンチェスター シティ)、パトリック クトローネ(ウルヴァーハンプトン)、レナト サンチェス(リール)、マウロ イカルディ(PSG)、レオナルド スピナッツォーラ(ローマ)、マウコン(ゼニト)、アレニャ(レアル ベティス)、ハメス ロドリゲス(レアル マドリード)

### myClubレジェンド
各データパックにて多数のレジェンドが追加され、中には公式未発表の内部データのみのレジェンドも存在するが、公式サイト上で発表されているレジェンドのみ記載。

公式サイト上で判明しているレジェンド選手は以下の通り。
- ロナウジーニョ(現役時の姿と現在の姿の2パターン有り)
- イニエスタ(現在の姿ではなく2017にて★付きで登場した2008-09シーズンの姿)
- ディエゴ マラドーナ(ナポリ/86年W杯時の姿とバルセロナ時代の姿が公式発表されている。)
- デイヴィッド ベッカム(1998-99シーズンの頃の姿が公式発表されている。)
- ヨハン クライフ
- ガブリエル バティストゥータ
- フランチェスコ トッティ
- パク チソン
- 中田 英寿
- パヴェル ネドヴェド
- オリヴァー カーン
- ローター マテウス
- パトリック ヴィエラ

DP2.0追加
- アンドレイ アルシャビン
- デコ
- リヴァウド
- アンディ コール
- ドワイト ヨーク
- ビセンテ リザラズ
- カール ハインツ ルンメニゲ
- フランツ ベッケンバウアー

DP4.0追加
- アンドレア ピルロ
- イバン コルドバ
- ギャレス バリー
- シェイ ギヴン
- ジュゼッペ ベルゴミ
- ヤン コレル
- ラファエル ファン デルファールト
- ロビー キーン

DP5.0追加
- エウベル
- シャビ・エルナンデス
- 中村 俊輔
- プジョル
- フランク ライカールト
- マルコ ファン バステン
- モリエンテス
- カシージャス
- シャビ アロンソ
- ディエゴ フォルラン
- フェルナンド トーレス

6月29日追加
- 小野 伸二[8]
- 稲本 潤一[9]

#### アイコニックモーメントシリーズ
データパック5.0で追加された、「スター選手がキャリアで最高の輝きを放った瞬間」を切り取ったシリーズ。

myClubではアイコニックモーメント対象選手をチームに入れ、ベースチームをその選手の所属クラブにすると、そのIM選手の能力値が上昇する。

公式サイト上で発表されているアイコニックモーメント選手は以下の通り(太字が対象ベースチーム)。

DP5.0にて発表。
- エウベル （2003.05.17/ブンデスリーガ 33節・バイエルンvシュトゥットガルト）
- オリヴァー カーン （2002.11.09/ブンデスリーガ 12節・バイエルンvドルトムント）
- カール ハインツ ルンメニゲ （1981.06.13/ブンデスリーガ 34節・バイエルンvユルディンゲン）
- シャビ （2009.05.27/UCL 決勝・バルセロナvマンチェスターU）
- ディエゴ マラドーナ （1983.06.04/コパ デル レイ 決勝・バルセロナvマドリー）
- 中村 俊輔 （2006.11.21/UCL GS5節・セルティックvマンチェスターU）
- プジョル （2006.05.17/UCL 決勝・バルセロナvアーセナル）
- フランク ライカールト （1989.05.24/EC 決勝・ブカレストvミラン）
- マルコ ファン バステン （1989.05.24/EC 決勝・ブカレストvミラン）
- モリエンテス （2002.02.10/ラ リーガ 25節・マドリーvラス パルマス）
- イニエスタ （2009.05.06/UCL 準決勝 2ndleg・バルセロナvチェルシー）
- カシージャス （2007.08.25/ラ リーガ 1節・マドリーvアトレティコ）
- シャビ アロンソ （2005.5.25/UCL 決勝・リバプールvミラン）
- ディエゴ フォルラン （2009.03.01/ラ リーガ 25節・アトレティコvバルセロナ）
- フェルナンド トーレス （2006.02.05/ラ リーガ 22節・バルセロナvアトレティコ）

2020/03/12追加
- ガブリエル バティストゥータ （2000.11.26/セリエA 8節・ローマvフィオレンティーナ）
- カフー （2001.10.24/UCL GS5節・マドリーvローマ）
- 中田 英寿 （2001.05.06/セリエA 29節・ユヴェントスvローマ）
- フランチェスコ トッティ （2001.06.17/セリエA 34節・ローマvパルマ）

2020/03/19追加
- デイヴィッド ベッカム （1999.05.26/UCL 決勝・ユナイテッドvバイエルン）
- ポール スコールズ （1998.09.24/プレミアリーグ 6節・ユナイテッドvリヴァプール）
- ライアン ギグス （1999.04.14/FAカップ 準決勝再試合・アーセナルvユナイテッド）

2020/03/26追加
- パオロ マルディーニ （1994.05.18/UCL 決勝・ミランvバルセロナ）
- フィリッポ インザーギ （2002.12.11/UCL 2ndGS2節・ドルトムントvミラン）
- フランコ バレージ （1989.05.24/EC 決勝・ブカレストvミラン）

2020/04/02追加
- アーウィン （1999.01.03/FAカップ 3回戦・ユナイテッドvミドルズブラ）
- アンディ コール （1999.04.21/UCL 準決勝・ユヴェントスvユナイテッド）
- ドワイト ヨーク （1999.04.21/UCL 準決勝・ユヴェントスvユナイテッド）
- ブライアン ロブソン （1983.05.26/ミルク カップ 決勝・リヴァプールvユナイテッド）

2020/04/09追加
- ルート フリット （1989.05.24/EC 決勝・ブカレストvミラン）

2020/05/21追加
- フランツ ベッケンバウアー （1976.04.14/EC 準決勝・バイエルンvマドリー）

2020/05/28追加
- アドリアーノ （2005.03.15/UCL R16 2ndleg・インテルvポルト）
- エステバン カンビアッソ （2010.02.24/UCL R16 1stleg・インテルvチェルシー）
- クリスティアン キヴ （2009.08.29/セリエA 2節・ミランvインテル）
- ハビエル サネッティ （2010.05.22/UCL 決勝・バイエルンvインテル）

2020/06/04追加
- デニス ベルカンプ （2002.03.02/プレミアリーグ 28節・ニューカッスルvアーセナル）
- ロベール ピレス （2004.04.25/プレミアリーグ 34節・トッテナムvアーセナル）
- エマニュエル プティ （1998.02.08/プレミアリーグ 25節・アーセナルvチェルシー）

2020/06/11追加
- グティ （2003.05.06/UCL 準決勝 1stleg・マドリーvユヴェントス）
- ロベルト カルロス （2002.05.15/UCL 決勝・レヴァークーゼンvマドリー）

2020/06/18追加
- アンドレア ピルロ （2012.02.18/セリエA 24節・ユヴェントスvカターニャ）
- パヴェル ネドヴェド （2003.05.14/UCL 準決勝 2ndleg・ユヴェントスvマドリー）
- アレッサンドロ デル ピエーロ （1996.05.22/UCL 決勝・アヤックスvユヴェントス）

2020/06/25追加
- リヴァウド（2001.06.17/ラ リーガ 38節・バルセロナvバレンシア）
- デコ（2004.12.04/ラ リーガ 14節・バルセロナvマラガ）
- パトリック クライファート（2002.02.16/ラ リーガ 26節・バルセロナvデポルティーボ）
- フレドリク ユングベリ （2003.11.25/UCL GS5節・インテルvアーセナル）
- トマーシュ ロシツキー （2014.03.16/プレミアリーグ 29節・トッテナムvアーセナル）
- パトリック ヴィエラ （2001.04.08/FAカップ 準決勝・アーセナルvトッテナム）

#### ナショナルチームレジェンド
2020年7月2日より追加された、代表チーム仕様のレジェンド。既に内部データ上存在し、ここで初登場のレジェンドも存在する。

ナショナルレジェンドにて初登場のレジェンドのみ記載。
- マイケル オーウェン
- ソル キャンベル
- ユーリ ジョルカエフ
- フランク ランパード
- フランチェスコ トルド
- ペトル チェフ
- デヤン スタンコヴィッチ

## ライセンス
コナミ発表時点のもの。
今作では2019で非搭載だったスペイン、イタリアの2部が再収録。また、ブラジル2部が新規収録されている。また、イングランドリーグ、イングランド2部リーグ、スペインリーグ、スペイン2部リーグ、コロンビアリーグの偽名チームの名称が「地名＋色アルファベット1-2文字」に統一された。この他、一部の各国カップ戦が実名化されている。以下、カップ戦に関する特記事項がないものは全て偽名。

### リーグライセンス
選手は特筆の無い限り全て実名。
- Jupiler Pro League
  - フルライセンス。初期状態ではリーグ内に昇格の可能性があったベールスホット ウィルレイクが存在しており、データパックの適用でその他ヨーロッパに架空チームとして登場する[21]。
- 3F Superliga
  - フルライセンス。
- Premier League
  - イングランドリーグという偽名で登場。『2017』から前作まで実名だったリヴァプール[22] が偽名化され、代わりにオフィシャルパートナー契約を結んだマンチェスター ユナイテッドが『2016』以来4年ぶりに実名化。アーセナルも引き続き実名で収録。
- Sky Bet Championship
  - イングランド2部リーグという偽名で登場。全チーム偽名。
- League 1 Conforama
  - フルライセンス。カップ戦「Coupe de la Ligue BKT」も実名で収録されている。モナコとはオフィシャルパートナー契約を結んでいる。
- Domino's League 2
  - フルライセンス。
- Serie A TIM
  - リーグとしては実に『2009』以来11年ぶりの実名化で、カップ戦「Coppa Italia」とスーパーカップ「Supercoppa Italiana」も実名で収録。ただし完全なフルライセンスではなく、ブレシアが偽名となっている。ユヴェントス、インテルナツィオナーレ、ミランとはオフィシャルパートナー契約を結んでいる。
- Serie BKT
  - イタリア2部リーグという偽名で登場しており、チーム名も偽名だったが、データパック2.0にてフルライセンス化[23]。初期状態ではリーグ内に財政破綻により降格したパレルモが存在しており、データパックの適用でその他ヨーロッパに架空チームとして登場する[21]。
- Eredivisie
  - フルライセンス。
- Liga NOS
  - フルライセンス。
- Russian Premier Liga
  - フルライセンス。ゼニトとはオフィシャルパートナー契約を結んでいる[24]。
- Ladbrokes Premiership
  - フルライセンス。セルティック、レンジャーズとはオフィシャルパートナー契約を結んでいる。
- La Liga Santander
  - スペインリーグという偽名で登場。バルセロナに加え、データパック3.0にてオフィシャルパートナー契約を結んだマジョルカが実名化[25]。
- La Liga SmartBank
  - スペイン2部リーグという偽名で登場。全チーム偽名。
- Raiffeisen Super League
  - フルライセンス。
- Spor Toto Süper Lig
  - フルライセンス。
- Superliga Argentina
  - フルライセンス。ボカ ジュニオルス、リーベル プレートとはオフィシャルパートナー契約を結んでいる。
- Campeonato Brasileiro Série A
  - 全チーム実名だが、一部の選手が偽名となっている。アトレチコ ミネイロ、コリンチャンス、フラメンゴ、パルメイラス、サン パウロ、ヴァスコ ダ ガマとはオフィシャルパートナー契約を結んでいる。DP4.0にて昇降格が反映。
- Campeonato Brasileiro Série B
  - 全チーム実名だが、一部の選手が偽名となっている。スポルチ レシフェとはオフィシャルパートナー契約を結んでいる。DP4.0にて昇降格が反映。降格チームは実名でその他南米へ移動。
- Campeonato AFP Planvital
  - フルライセンス。コロ コロ、ウニベルシダ チリとはオフィシャルパートナー契約を結んでいる。DP7.0で昇降格が反映。
- Liga BetPlay Dimayor
  - 発売当初はフルライセンスだったが、アプリ版では2019年11月7日のアップデートにてリーグ名（コロンビアリーグ）、チーム名共に偽名化され[26]、CS版もデータパック3.0にて偽名化された。
- CFA Super League
  - フルライセンス。
- TOYOTA Thai League
  - フルライセンス。DP4.0にて昇降格が反映。降格チームは活動停止したPTTラヨーン（チーム偽名、選手架空化）を除いて実名でその他アジアへ移動。

### モバイル版のみのライセンス
Jリーグは2019年10月における2020へのアップデート後も継続収録。

データパック4.0と同日のアップデートにてJ2昇格チームを追加し、J3降格のFC岐阜と鹿児島ユナイテッドが偽名化。2020年2月20日のライブアップデートで移籍を反映。

データパック6.0と同日のアップデートで顔写真のミニフェイスと能力値、ユニフォームのアップデートがされた。
- 明治安田生命J1リーグ
- 明治安田生命J2リーグ

### その他クラブライセンス
実名クラブのみ掲載。

P - パートナークラブ
| 所属リーグ国 | チーム名                   |
| ------------ | -------------------------- |
| クロアチア   | ディナモ ザグレブ          |
| チェコ       | スラヴィア プラハ          |
| チェコ       | スパルタ プラハ            |
| ドイツ       | バイヤー レヴァークーゼン  |
| ドイツ       | バイエルン ミュンヘンP     |
| ドイツ       | シャルケ 04P               |
| ギリシャ     | AEKアテネ                  |
| ギリシャ     | オリンピアコス ピレウス    |
| ギリシャ     | パナシナイコス             |
| ギリシャ     | PAOK                       |
| ウクライナ   | ディナモ キエフ            |
| ウクライナ   | シャフタール ドネツク      |
| ブラジル     | クリシューマ               |
| ブラジル     | ロンドリナ                 |
| ブラジル     | サン ベント                |
| ブラジル     | ヴィラ ノヴァ              |
| ペルー       | アリアンサ リマP           |
| ペルー       | スポーツ ボーイズP         |
| ペルー       | スポルティング クリスタルP |
| ペルー       | ウニベルシタリオP          |
| タイ         | チャイナート ホーンビル    |
| タイ         | チエンマイ                 |

- AFC Champions League
  - Jリーグはコンシューマー版ではACLに出場する4チームのみ収録。

| 所属リーグ国     | チーム名                   |
| ---------------- | -------------------------- |
| イラン           | エステグラル               |
| イラン           | ペルセポリス               |
| イラン           | ゾブ アハン                |
| イラク           | アル ザウラー              |
| カタール         | アル ドゥハイル            |
| カタール         | アル ラーヤン              |
| カタール         | アル サッド                |
| サウジアラビア   | アル アリ                  |
| サウジアラビア   | アル ヒラル                |
| サウジアラビア   | アル イテハド              |
| サウジアラビア   | アル ナスル                |
| アラブ首長国連邦 | アル アイン                |
| アラブ首長国連邦 | アル ワフダ                |
| アラブ首長国連邦 | アル ワスル                |
| ウズベキスタン   | ロコモティフ               |
| ウズベキスタン   | パフタコール               |
| オーストラリア   | メルボルン ヴィクトリー    |
| オーストラリア   | シドニー                   |
| 中国             | 北京国安                   |
| 中国             | 広州恒大                   |
| 中国             | 山東魯能                   |
| 中国             | 上海上港集団               |
| 日本             | 鹿島アントラーズ           |
| 日本             | 川崎フロンターレ           |
| 日本             | サンフレッチェ広島         |
| 日本             | 浦和レッズ                 |
| 韓国             | 大邱                       |
| 韓国             | 慶南                       |
| 韓国             | 全北現代モータース         |
| 韓国             | 蔚山現代                   |
| マレーシア       | ジョホール ダルル タクジム |
| タイ             | ブリーラム ユナイテッド    |

### ナショナルチーム
コナミ発表時点のもの。

今作はUEFA EURO収録のためヨーロッパ代表チームが55ヵ国収録されている。

また、データパック2.0にて全てのヨーロッパ代表チームがフルライセンス化された。
| - ヨーロッパ（UEFA） - アルバニア - アンドラDP1Full - アルメニア - オーストリア - アゼルバイジャン - ベラルーシ - ベルギー - ボスニア・ヘルツェゴビナ - ブルガリア - クロアチア - キプロス - チェコ - デンマーク - イングランド - エストニア - フェロー諸島 - フィンランド - フランス - ジョージア - ドイツ - ジブラルタル - ギリシャ - ハンガリー DP2Full - アイスランド - アイルランド DP2Full - イスラエル - イタリア - カザフスタン - コソボ - ラトビア - リヒテンシュタイン - リトアニア - ルクセンブルク DP2Full - マルタ - モルドバ - モンテネグロ DP2Full - オランダ - 北マケドニア - 北アイルランド - ノルウェー - ポーランド - ポルトガル - ルーマニア - ロシアDP1Full - サンマリノ - スコットランド - セルビア - スロバキア - スロベニア - スペイン - スウェーデン - スイス - トルコ - ウクライナ - ウェールズ | - アフリカ（CAF） - アルジェリア Fict. - ブルキナファソ Fict. - カメルーン - コートジボワールDP1real - エジプトDP1real - ガーナ - ギニア Fict. - マリ Fict. - モロッコDP1 - ナイジェリア Fict. - セネガル Fict. - 南アフリカ共和国 - チュニジア Fict. - ザンビア Fict. - 北中米カリブ海（CONCACAF） - コスタリカDP1real - ホンジュラスDP1real - ジャマイカ Fict. - メキシコ Fict. - パナマDP1real - アメリカ合衆国 Fict. - 南米（CONMEBOL） - アルゼンチン - ボリビア - ブラジル - チリ - コロンビア - エクアドル Fict. - パラグアイDP1real - ペルー - ウルグアイ Fict. - ベネズエラ - アジア（AFC）・オセアニア（OFC） - オーストラリア - 中華人民共和国 Fict. - イラン Fict. - イラク Fict. - 日本 - ヨルダン Fict. - 北朝鮮 Fict. - クウェート Fict. - レバノン Fict. - ニュージーランド - オマーン Fict. - カタール Fict. - 韓国 Fict. - サウジアラビア Fict. - タイ - アラブ首長国連邦 Fict. - ウズベキスタン Fict. |

詳細

太字 - フルライセンス

Fict. - 選手偽名

DP1real - DP1.0による実名化

DP1Full - DP1.0によるフルライセンス化

DP2Full - DP2.0によるフルライセンス化

### その他ライセンス
- UEFA EURO 2020
  - 2016に引き続き搭載。2020年4月30日のデータパックにてモードが追加され、55のナショナルチームライセンスを取得[28]。しかし、新型コロナウイルスの影響でコナミは4月30日の配信を延期し、[29] 6月4日に配信した[30]。なお、UEFAからは開催を1年延期するとの発表がされているが、次作の2021にも搭載されることが決定している。
- AFC Champions League 2019
  - 今作もクラブチームの大会の唯一のライセンスとなった。

## スタジアム
コナミ発表時点のもの。

UEFA EURO 2020モードでは「EURO2020会場」と注釈が入っている実名スタジアムと架空の「eFootball スタジアム」のみ使用可能。
- 実名
  -  カンプ・ノウ（バルセロナ）
  -  アリアンツ・アレナ／フスバル・アレナ・ミュンヘン（バイエルン ミュンヘン／ドイツ代表／EURO2020会場）
  -  フェルティンス・アレーナ（シャルケ 04）
  -  オールド・トラフォード（マンチェスター ユナイテッド）
  -  エミレーツ・スタジアム（アーセナル）
  -  アリアンツ・スタジアム（ユヴェントス）
  -  ジュゼッペ・メアッツァ（インテルナツィオナーレ）
  -  サン・シーロ（ミラン）
  -  ローマ・オリンピコ（ローマ／ラツィオ／イタリア代表／EURO2020会場）
  -  スタッド・ルイ・ドゥ（モナコ）
  -  ザンクト・ヤコブ・パルク（バーゼル／スイス代表）
  -  セルティック・パーク（セルティック）
  -  アイブロックス・スタジアム（レンジャーズ）
  -  シュクリュ・サラジオウル・スタジアム（フェネルバフチェ）
  -  エスタディオ・ジョゼ・アルヴァラーデ（スポルティング CP）
  -  ヨハン・クライフ・アレナ（アヤックス／オランダ代表／EURO2020会場）
  -  デ・カイプ（フェイエノールト）
  -  エスタディオ・ド・マラカナン（フルミネンセ／フラメンゴ／ブラジル代表）
  -  エスタディオ・サン・ジャヌアリオ（ヴァスコ ダ ガマ）
  -  アリアンツ・パルケ（パルメイラス）
  -  エスタジオ・パレストラ・イタリア（パルメイラス旧スタジアム）
  -  エスタディオ・ミネイロン(クルゼイロ／アトレチコ ミネイロ）
  -  アレーナ・コリンチャンス（コリンチャンス）
  -  エスタジオ・ベイラ＝リオ（インテルナシオナウ）
  -  エスタジオ・シーセロ・ポンペウ・ヂ・トレド（サン パウロ）
  -  エスタディオ・ウルバーノ・カルデイラ（サントス）
  -  エル・モヌメンタル（リーベル プレート／アルゼンチン代表）
  -  エスタディオ・アルベルト・J・アルマンド（ボカ ジュニオルス）
  -  エスタディオ・モヌメンタル・デ・コロコロ（コロ コロ）
  -  エスタディオ・アレハンドロ・ビジャヌエバ（アリアンサ リマ）
  -  埼玉スタジアム2002（浦和レッズ／日本代表）
- データパック追加
  -  アレーナ・ド・グレミオ（グレミオ）
  -  ガスプロム・アリーナ／サンクトペテルブルク・スタジアム（ゼニト／EURO2020会場）[24]
  -  ウェンブリー・スタジアム connected by EE／ウェンブリー・スタジアム（イングランド代表／EURO2020会場・決勝会場）[28]
- 架空
  - コナミ・スタジアム
  - ノイ・ゾネ・アレナ
  - メトロポール・アレナ
  - ホーフドスタッドゥ・シュタディオン
  - エスタディオ・カンペオン
  - エスタディオ・エスコルピオ
  - エスタディオ・ヌエボ・トリウンフォ
  - スタッド・ド・サジテール
  - スタジオ・オリオン
  - ブルク・スタディオン
  - エスタディオ・デル・マルタンガル
  - ローズパーク・スタジアム
  - コロッセオ・デ・ロス・デポルス
  - スポーツ・パーク
  - ヴィレッジ・ロード
  - ナショナル・スタジアム
  - エスタディオ・タウロ
  - eFootball スタジアム
  - eFootball.Pro アレーナ